# NGC 7434
NGC 7434 is een elliptisch sterrenstelsel in het sterrenbeeld Vissen. Het hemelobject werd op 27 juli 1864 ontdekt door de Duitse astronoom Albert Marth.

## Synoniemen
- MCG 0-58-16
- ZWG 379.17
- NPM1G -01.0581
- PGC 70145